# Kabinett Boselli
Das Kabinett Boselli regierte das Königreich Italien vom 19. Juni 1916 bis zum 30. Oktober 1917. Es löste das Kabinett Salandra II ab und wurde von Ministerpräsident Paolo Boselli angeführt.

## Entstehung und Entwicklung
Das Kabinett Boselli war das 51. Kabinett des Königreiches und ein Jahr, vier Monate und elf Tage im Amt. Zur Dauer des Kabinetts finden sich unterschiedliche Angaben in den Quellen, da Boselli am 18. Juni von König Viktor Emanuel III. zum Ministerpräsidenten ernannt wurde, die Minister aber erst am Tag darauf vereidigt wurden. Das trifft in gleicher Weise auf das Kabinettsende zu.
Der 78-jährige Ministerpräsident Boselli war von seinem Amtsvorgänger Antonio Salandra als Nachfolger vorgeschlagen worden, da er ganz im Sinne von Salandra als Kriegsbefürworter galt und zugleich von einer breiten parlamentarischen Mehrheit als respektable Person geschätzt wurde. Aus diesem Grund holte Boselli Vertreter unterschiedlicher Parteien in sein Kabinett, für die mehrere Ministerien ohne Geschäftsbereich instituiert wurden. Der von Boselli vorgeschlagenen Luigi Facta, Anhänger von Giovanni Giolitti als Justizminister wurde dagegen von den Interventionisten abgelehnt und bei der Kabinettsbildung nicht berücksichtigt. Des Weiteren wurde das Ministerium für Landwirtschaft, Industrie und Handel in zwei Ministerien aufgespalten sowie mit den Ministerien für See- und Eisenbahntransport und mit dem 1917 entstandenen Ministerium für Waffen und Munition zwei neue Kriegsministerien eingerichtet.   
Das von unterschiedlich politischen Vertretern zusammengesetzte Kabinett wurde von Boselli nur aufgrund der Kriegsnotlage als Regierung der nationalen Einheit zusammengehalten. Die Minister entwickelten eine politische Eigendynamik, die die Autorität des Ministerpräsidenten von Anfang an untergrub. Boselli unterließ es zudem den italienischen Generalstab, verantwortlich für die militärische Kriegsführung, unter die Kontrolle des Parlaments zu stellen und sprach Generalstabschef Luigi Cadorna sein volles Vertrauen aus. Am 18. August 1916 erklärte die Regierung dem Deutschen Kaiserreich den Krieg. Eine Entscheidung, die von Außenminister Sidney Sonnino unterstützt wurde, von der aber Boselli wenig begeistert war. Nur das Fehlen einer Alternative verhinderte in den nächsten Monaten den Sturz Bosellis. Innenpolitisch wurde der Regierung die tolerante Haltung des Innenministers Vittorio Emanuele Orlando gegenüber den Sozialisten vorgehalten. In einem Schriftwechsel mit Boselli beschwerte sich Cadorna im Juni 1917, dass die nachlässige Haltung gegenüber der „subversiven Popaganda“ die Disziplin der Soldaten an der Front untergrabe. Daraufhin breiteten sich Gerüchte eines anstehenden Militärputsches aus, woraufhin Boselli einige Umbesetzungen im Kabinett vornahm und mit dem Ministerium für Waffen und Munition ein neues von den Interventionisten gefordertes Ministerium schuf. Die von der kriegsmüden Bevölkerung angeheizten Unruhen in Turin im August 1917, die mehrere Todesopfer forderten, schwächte die Position Bosellis weiter. Einen Tag nach Beginn der verheerenden Durchbruchsschlacht von Karfreit sprach die Abgeordnetenkammer der Regierung am 25. Oktober 1917 das Misstrauen aus. Am Tag darauf trat Ministerpräsident Boselli zurück. Mit der Regierungsbildung wurde Innenminister Orlando beauftragt, der das Kabinett Orlando bildete.

## Minister

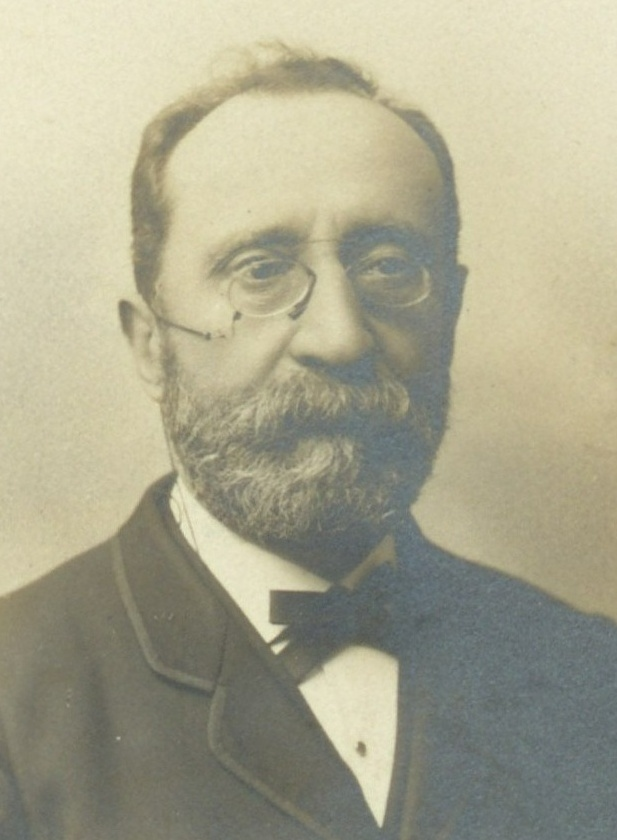
Paolo Boselli

| Ministerien                       | Name |
| --------------------------------- | --- |
| Ministerpräsident                 | Paolo Boselli |
| Äußeres                           | Sidney Sonnino |
| Inneres                           | Vittorio Emanuele Orlando |
| Justiz und Kirchenangelegenheiten | Ettore Sacchi |
| Krieg                             | Paolo Morrone (bis 14. Juni 1916) Gaetano Giardino (ab 16. Juni 1916)                                                                                          |
| Marine                            | Camillo Corsi (bis 15. Juni 1917) Arturo Triangi di Maderno e Laces (bis 16. Juli 1917) Alberto del Bono (ab 17. Juli 1917)                                    |
| Finanzen                          | Filippo Meda |
| Schatz                            | Paolo Carcano |
| Öffentliche Arbeiten              | Ivanoe Bonomi |
| Bildung                           | Francesco Ruffini |
| Landwirtschaft                    | Giovanni Raineri |
| Industrie, Handel und Arbeit      | Giuseppe De Nava (ab 22. Juni 1916) |
| Post und Telegraphie              | Luigi Fera |
| Kolonien                          | Gaspare Colosimo |
| See- und Eisenbahntransport       | Enrico Arlotta (ab 22. Juni 1916 bis 22. April 1917) Ivanoe Bonomi (geschäftsführend vom 22. April 1917 bis 15. Juni 1917) Riccardo Bianchi (ab 15. Juni 1917) |
| Waffen und Munition               | Alfredo Dallolio (ab 17. Juli 1917) |
| ohne Geschäftsbereich             | Enrico Arlotta (bis 22. Juni 1916 und ab 16. Juni 1917) |
| ohne Geschäftsbereich             | Vittorio Scialoja |
| ohne Geschäftsbereich             | Leonardo Bianchi |
| ohne Geschäftsbereich             | Leonida Bissolati |
| ohne Geschäftsbereich             | Giuseppe De Nava (bis 22. Juni 1916) |
| ohne Geschäftsbereich             | Ubaldo Comandini |
| ohne Geschäftsbereich             | Giovanni Raineri |